# Kaplan (Luisiana)
Kaplan é uma cidade localizada no estado americano de Luisiana, na Paróquia de Vermilion.

## Demografia
Segundo o censo americano de 2000, a sua população era de 5177 habitantes.
Em 2006, foi estimada uma população de 5205, um aumento de 28 (0.5%).

## Geografia
De acordo com o United States Census Bureau tem uma área de
5,8 km², dos quais 5,8 km² cobertos por terra e 0,0 km² cobertos por água.

## Localidades na vizinhança
O diagrama seguinte representa as localidades num raio de 28 km ao redor de Kaplan.